# Bertille Laguet
Bertille Laguet née en 1998 en Franche Comté, est une designeuse et ferronnière lausannoise. En 2017, ses recherches sur les méthodes traditionnelles de la fonderie sont couronnées d'un Swiss design Award. 

## Biographie
Bertille Laguet nait en 1998. Son père est propriétaire d'une fonderie. Dans son enfance, elle joue à construire des cabanes avec des chaises tubulaires Cesca de Marcel Breuer. Elle se spécialise en mécanique au lycée et commence une formation en 2009 à l’École cantonale d'art de Lausanne (ECAL). En 2012, elle obtient son bachelor de design industriel.
Elle travaille alors pour la cristallerie J. & L. Lobmeyr avec Mathieu Rohrer sur le projet Experimental Sweet Factory, qui est exposé à Milan et New-York. La collaboration entre Rohrer et elle prend fin et elle se rend compte que le métier de designeuse ne permet pas de vivre sans enseigner à côté, et cherche de nouvelles pistes pour sa carrière. Elle fait des stages de fonderie et apprend à mouler et couler. 
En 2014, elle ouvre son studio de design à Lausanne et réalise dans le cadre de ses études un radiateur B&M en fonte destiné à être commercialisé. Le projet réalisé dans la fonderie de sa famille est soutenu par Creative Hub et la fondation Ikea. 
En 2015, elle découvre le métier de ferronnerie d’art grâce à Philippe Naegele. Elle y retourne de façon assidue pour observer le savoir faire du forgeron, qui initialement est sceptique en raison de son genre et du fait qu'elle n'est pas originaire de la région. Plus tard, il passe un marché avec elle : il s'engage à la former en 4 ans en échange de la reprise de la forge de Chexbres (créée initialement en 1906) après la formation.
En 2016, ses pièces uniques en aluminium Cassus et Caleo sont réalisées pour la Galerie Chamber à New-York.
En 2017, elle remporte le Swiss Design Award pour ses recherches sur la fonderie. En 2018, elle obtient une bourse culturelle Leenards qui lui permet de reprendre la forge de Chexbres.
Elle a réalisé cinq fresques animalières l’Université de Lausanne pour l'Obervatoire de la biodiversité qui sont exposées sur le campus. Elle se passionne pour les gastéropodes, en particulier la limace. 
En 2025, son bail commercial à Chexbres est résilié et elle lance une campagne de crowfunding pour créer La forge de Bertille.